# Кузано-Мутрі
Кузано-Мутрі (італ. Cusano Mutri) — муніципалітет в Італії, у регіоні Кампанія,  провінція Беневенто.
Кузано-Мутрі розташоване на відстані близько 180 км на схід від Рима, 65 км на північ від Неаполя, 33 км на північний захід від Беневенто.
Населення — 4132 особи (2014).

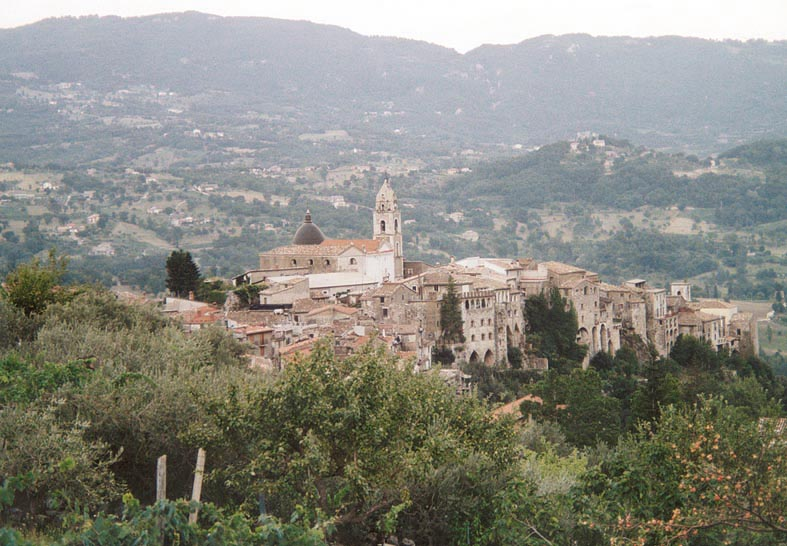

Щорічний фестиваль відбувається 6 грудня. Покровитель — святий Миколай.

## Демографія
Населення за роками:

Станом на 1 січня 2023 року в муніципалітеті офіційно проживало 25 іноземців з 14 країн, серед них 11 громадян країн Євросоюзу та 2 громадяни України.

## Сусідні муніципалітети
- Черрето-Санніта
- Файккіо
- Джоя-Саннітіка
- Гуардіареджа
- П'єдімонте-Матезе
- П'єтрароя
- Сан-Лоренцелло
- Сан-Потіто-Саннітіко